# Iglesia de San Jaime Apóstol (Corachar)
La iglesia Parroquial de San Jaime Apóstol de Corachar es un edificio religioso católico, que se localiza sobre un promontorio a unos 200 metros del núcleo urbano situado en la comarca del Bajo Maestrazgo. Está catalogada como Bien de relevancia local, con la categoría de Monumento de interés local, y código: 12.03.093-004; de manera genérica y según la Disposición Adicional Quinta de la Ley 5/2007, de 9 de febrero, de la Generalidad, de modificación de la Ley 4/1998, de 11 de junio, del Patrimonio Cultural Valenciano (DOCV Núm. 5.449 / 13/02/2007).
Pertenece a la diócesis de Tortosa, al arciprestazgo de Montisà-Tinença.

## Descripción
Se trata de un templo de estilo Reconquista, cuya construcción está datada entre 1240 y 1260. Presenta planta rectangular, de nave única con cuatro crujías (dos cuerpos y presbiterio), separadas por arcos diafragma.
La cubierta exterior es a dos aguas y rematada en teja, mientras que en su interior el techo es de madera.
La puerta principal se encuentra en uno de los laterales, presentando una portada (protegida por un porche) dovelada, en forma de arco de medio punto, con cordón moldurado como decoración.
Además, el edificio principal tiene adosados dos cuerpos, de un lado la sacristía (situada en el lado sur, junto al porche de la portada), y de otro la torre campanario (situada en la cabecera de la planta). La torre campanario cuenta con dos campanas sitas en sendos vanos de arco de medio punto.
También se sitúa pegado a la iglesia el cementerio.